# Globi

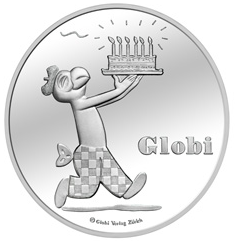
Globi auf einer Schweizer Gedenkmünze von 2012 zum 80-Jahre-Jubiläum.

Globi ist die erfolgreichste Schweizer Kinderbuch-Figur. Er ist eine Art Papagei-Mensch mit blauem Körper, gelbem Schnabel, Baskenmütze und rot-schwarz karierter Hose. Globi tritt in Bilderbüchern, Comics, Sachbüchern für Kinder, Hörspielen und in einem Film auf.

## Geschichte
Anlässlich seines 25-jährigen Jubiläums suchte das Schweizer Warenhaus-Unternehmen Globus einen Werbeträger für Kinder. Anlass für die Entstehung der Globi-Geschichten war dann das Pantherweibchen, das am 11. Oktober 1933 aus dem Zürcher Zoo entwich. Der damalige Werbechef des Unternehmens Ignatius Karl Schiele und der Zeichner Robert Lips beschlossen, die Geschichte des entlaufenen Panthers als Bildergeschichte mit dem Titel Globi auf Panther-Jagd zu veröffentlichen. Die Geschichte erschien als sechsteilige Serie in der NZZ und anderen Zürcher Tageszeitungen und wurde als Sonderdruck verschenkt. 1935 erschien in einer Auflage von 8000 Exemplaren Globis Weltreise, das erste richtige Globi-Buch mit Texten von Alfred Bruggmann. Der ursprüngliche Vorschlag, die Figur Kimbukku zu nennen, kam beim Globus-Filialleiter in Basel schlecht an. Da die Basler den Globus «Gloobi» nannten, kam man auf Globi.
Das Besondere an den Globi-Bänden ist ihre Vertextung in Versform (Paarreim):

„Es neigte einst die Zoogestaltung

zu höchst fataler Käfighaltung:

Zu eng war meistens das Quartier

für das zur Schau gestellte Tier!“

Seit 1944 wird Globi von der Globi Verlag AG herausgegeben. Bereits 1948 wurde das millionste Globi-Buch verkauft. 1950 wurde Globi in verschiedene Sprachen übersetzt und die Bücher erschienen in Holland, Brasilien und Belgien. Allerdings blieb der Erfolg in der lateinischen Schweiz und im Ausland aus. Der Kabarettist Fredi Bruggmann vertonte zahlreiche Globi-Bücher als Kassetten.
Die ersten 46 Globi-Bände sind inhaltlich und formal mit Comicstrips zu vergleichen: Es sind lose zusammenhängende Episoden, die jeweils mit einer Pointe enden. In den 1940er- und 1950er-Jahren sahen Kritiker in Globi eine respektlose, aufschneiderische Person und charakterisierten die Bände als Schundliteratur. Dessen ungeachtet waren damals Tausende von Kindern Mitglied der Globi-Clubs, die ab 1936 gegründet wurden.
Die Globi Verlag AG wird ab 1975 auch Herausgeberin der Bildergeschichten von Papa Moll. Im gleichen Jahr starb Robert Lips, woraufhin die neuen Bände im Wesentlichen aus Zusammenfassungen oder Neuvertextungen alter Bände bestanden.
1980 übernahm Peter Heinzer die Aufgabe, die neuen Globi-Geschichten zu zeichnen. Sein erster Band war Globi im Wilden Westen. Die neuen Bücher unterschieden sich vom Aufbau her von denen Lips’, denn Heinzer erzählte in jedem Band eine zusammenhängende Geschichte statt nur einzelner Episoden oder Streiche. Globi lebte nicht nur im Traumland, sondern lernte in den verschiedenen Bänden auch Traumberufe kennen: Er wurde Feuerwehrmann, Rega-Helikopterpilot und Pöstler und er erlebte gar die Geschichte Wilhelm Tells am eigenen Leib mit.
Gleichzeitig kamen die alten Bände Lips’ in die Kritik: Rassismus, Sexismus und Gewalttätigkeit lauteten die Vorwürfe. Einige Bücher wurden daraufhin überarbeitet, so fehlen in neueren Ausgaben von Globis Weltreise alle in Schwarzafrika spielenden Geschichten. Die Globi-Bücher waren nicht die einzigen, die sich dieser Kritik ausgesetzt sahen. Comicfiguren aus der ersten Hälfte des 20. Jahrhunderts, allen voran Tim und Struppi, hatten mit ähnlichen Problemen zu kämpfen.
2003 erschien mit Globi für alle Fälle der letzte Band mit Zeichnungen von Heinzer. Seither übernimmt ein Team von Autoren und Illustratoren die Aufgabe, jedes Jahr mindestens einen grossen Globi-Band herauszubringen. Gleichzeitig werden auch alte Bände neu aufgelegt. Guido Strebel, der Heinzers Bücher vertextete, meinte später, dass dessen Arbeit viel zu wenig gewürdigt worden sei, habe er doch mit den beliebten Geschichten den Verlag gerettet.
Seit dem 1. Januar 2007 gehört die Globi Verlag AG zum Orell Füssli Verlag, Globi-Bücher sind jedoch nach wie vor in Globus-Filialen erhältlich.
Bis heute (Stand: Februar 2025) wurden 99 Bildbände veröffentlicht, die über mehrere Generationen hinweg regelmässig auf Bestseller-Listen erschienen. Bis heute wurden über 9 Millionen Bücher verkauft.
2005 kam der Globi-Film Globi und der Schattenräuber in die Kinos, der aufgrund seines Anime-artigen Zeichenstiles und einer Globi-untypischen Handlung stark kritisiert wurde. Das Titellied wurde von der Schweizer Band Lunik beigesteuert.
Einige der Bücher sind auch in französisch und englisch erhältlich.

## Copo
Robert Lips hatte als Illustrator nur mit Globi einen sichtbaren Erfolg. Er veröffentlichte immer wieder Bildstreifen anderer Figuren in verschiedenen Zeitschriften, keine knüpfte aber an den Erfolg von Globi an. 1961 veröffentlichte der Lebensmittelverein Zürich (LVZ) ein Jugendbuch aus der Feder von Lips: Copo, die lustigen Abenteuer und Streiche eines Hundes. Die Verse stammten von Robert Bruggmann, der auch die Verse zu Globi geschrieben hatte. In den folgenden zwei Jahren erschienen zwei weitere Copo-Bände. Die Ähnlichkeit zu den Globi-Büchern war so auffallend, dass der Globi-Verlag ein Gutachten in Auftrag gab. Copo wurde zum Plagiat von Globi erklärt. Es wurde auch festgehalten, dass Globis Erfolg auch das Ergebnis verlegerischen Anstrengung und geschickter Werbung sei. Es erschienen daraufhin keine weiteren Copo-Bände mehr. 1973 traf Robert Lips mit dem Globi-Verlag die Vereinbarung, dass ausgesuchte veröffentlichte und unveröffentlichte Copo-Zeichnungen umgezeichnet und als Globi-Bücher erscheinen dürfen. Drei zu Globi-Bänden umgearbeitete Werke von Lips erschienen daraufhin postum. 

## Globi heute

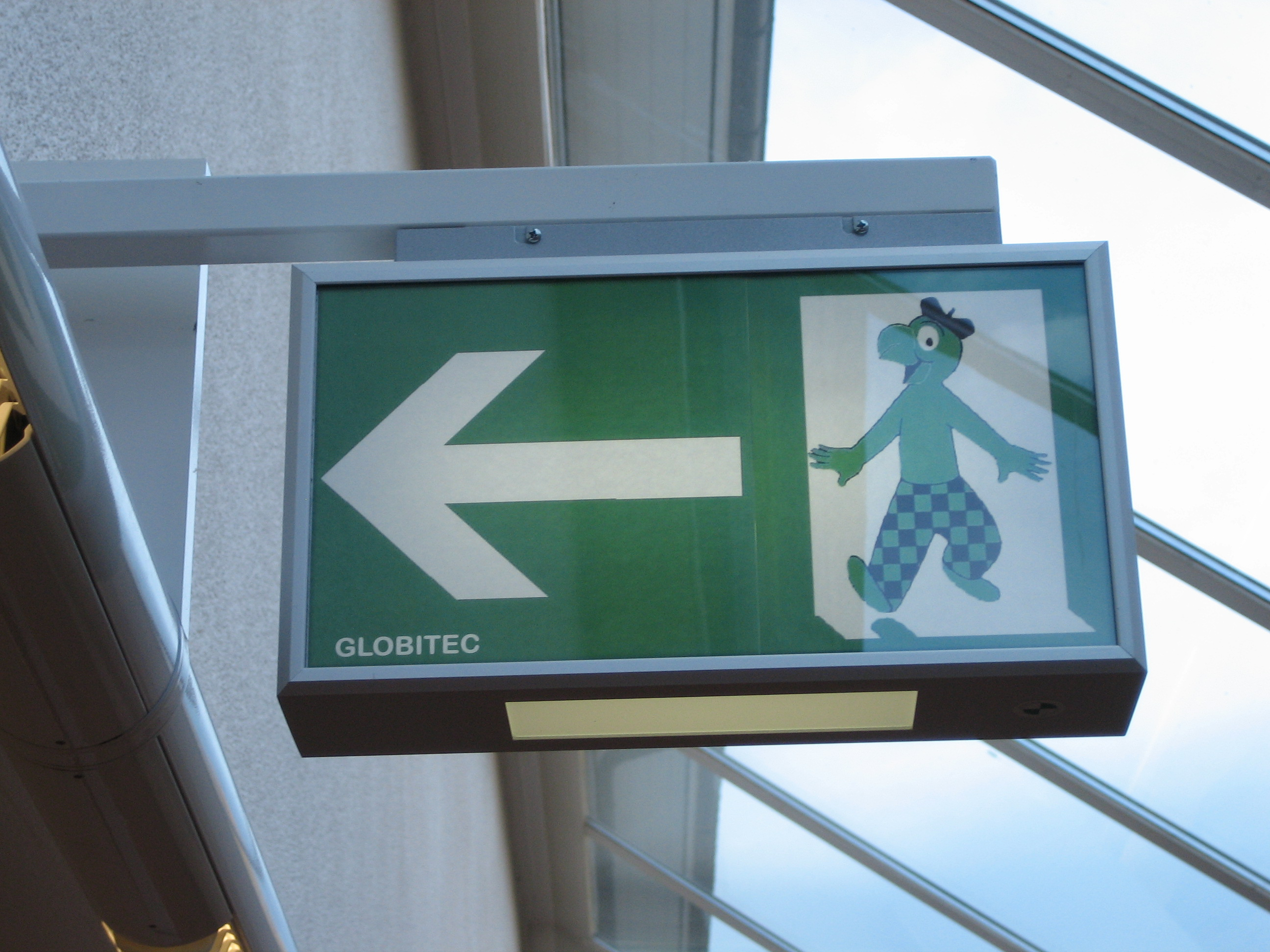
Notfallbeleuchtung mit Globi

Die Klassik-Reihe wird heute ausschliesslich von Heiri Schmid aus Wuppenau gezeichnet; Geschichten und Verse stammen von Jürg Lendenmann aus Zürich. Da das Publikum kritischer geworden ist, müssen die geschichtlichen Abläufe sorgfältiger geplant werden. Globi wird als treuer Bahnkunde, Feuerwehrmann, Seefahrer, Pfadfinder, Wärter des Nationalparks, Hotelier, Mann für alle Fälle und vieles mehr dargestellt.
Seit 2000 gibt es neben den so genannten Globi-Klassik Bänden weitere Reihen mit Globi. In der Reihe «Globi – Lernen mit Grips» erscheinen Lernhefte zu Rechnen, Schreiben, Logisch Denken, Fremdsprachen und Deutsch. Die Reihe «Globi Hobby» widmet sich Themen wie Kochen, Gärtnern usw. bei der «Globi Wissen»-Reihen ging es um Tauchen, Erste Hilfe, Technik oder Wasser; im 2018 erschien der in dieser Reihe mittlerweile zwölfte Band unter dem Titel «Globi und die Demokratie».
Für die Reihen Hobby und Wissen zeichnet der Illustrator Daniel Müller, bei Globi und die Demokratie war dies Samuel Glättli. Verschiedene Autoren betreuen Inhalt und Texte. So arbeitete Katja Alves an Erste Hilfe mit Globi, Globis grosses Dessertbuch und weiteren Titeln, und Hubert Bächler hat sich der Themen Technik und Wasser angenommen. Für die Sachbücher arbeitet der Globi Verlag zumeist mit Fachleuten und Institutionen zusammen.
Es erscheint pro Jahr ein neues Globi Buch, dazu möglicherweise ein Sachbuch. Teilweise werden auch alte, sehr beliebte Klassik-Titel wieder neu aufgelegt. Wenn nötig werden sie neu getextet. Neben den Büchern und Hörspielen, ziert Globi vielfältige NonBook-Produkte, wie Uhren, Pyjamas, Unterwäsche, T-shirts, Besteck, Geschirr, Holzspielzeug und vieles mehr.
Der Sprecher von Globi in den Hörspielen und im Film ist Walter Andreas Müller, die Globi-Lieder und weitere Musik in den Hörspielen stammen seit 2004 von Alexius Tschallener.
Die Urform von Globi (eine etwa 20 cm hohe Gipsfigur) steht heute im Regionalmuseum Vitznau. Der damalige Auftraggeber für diese Figur war Globusdirektor Zimmermann, ein Vitznauer.
In vereinzelten Schulhäusern sind Notfallbeleuchtungen mit Globi installiert.

## Liste der Globi-Bücher

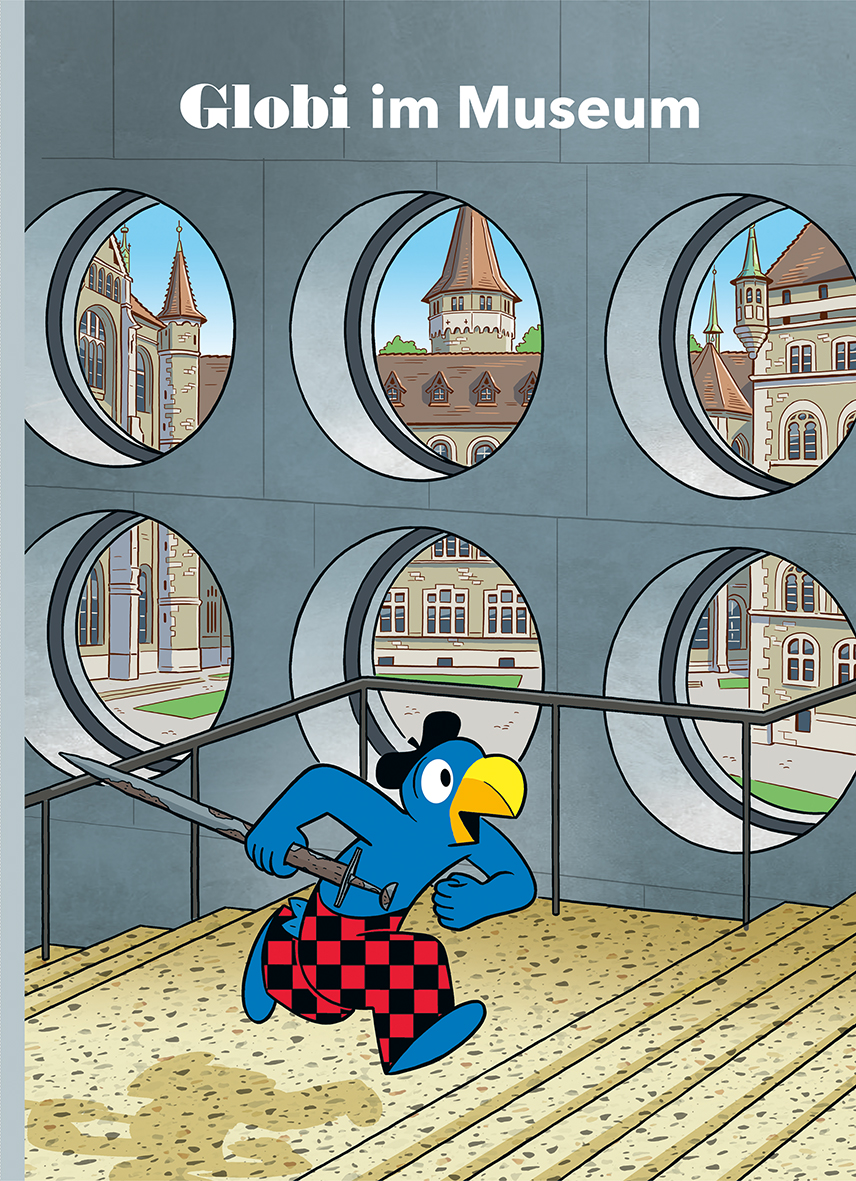
Buchcover des zweitneuesten Globi-Bandes Globi im Museum

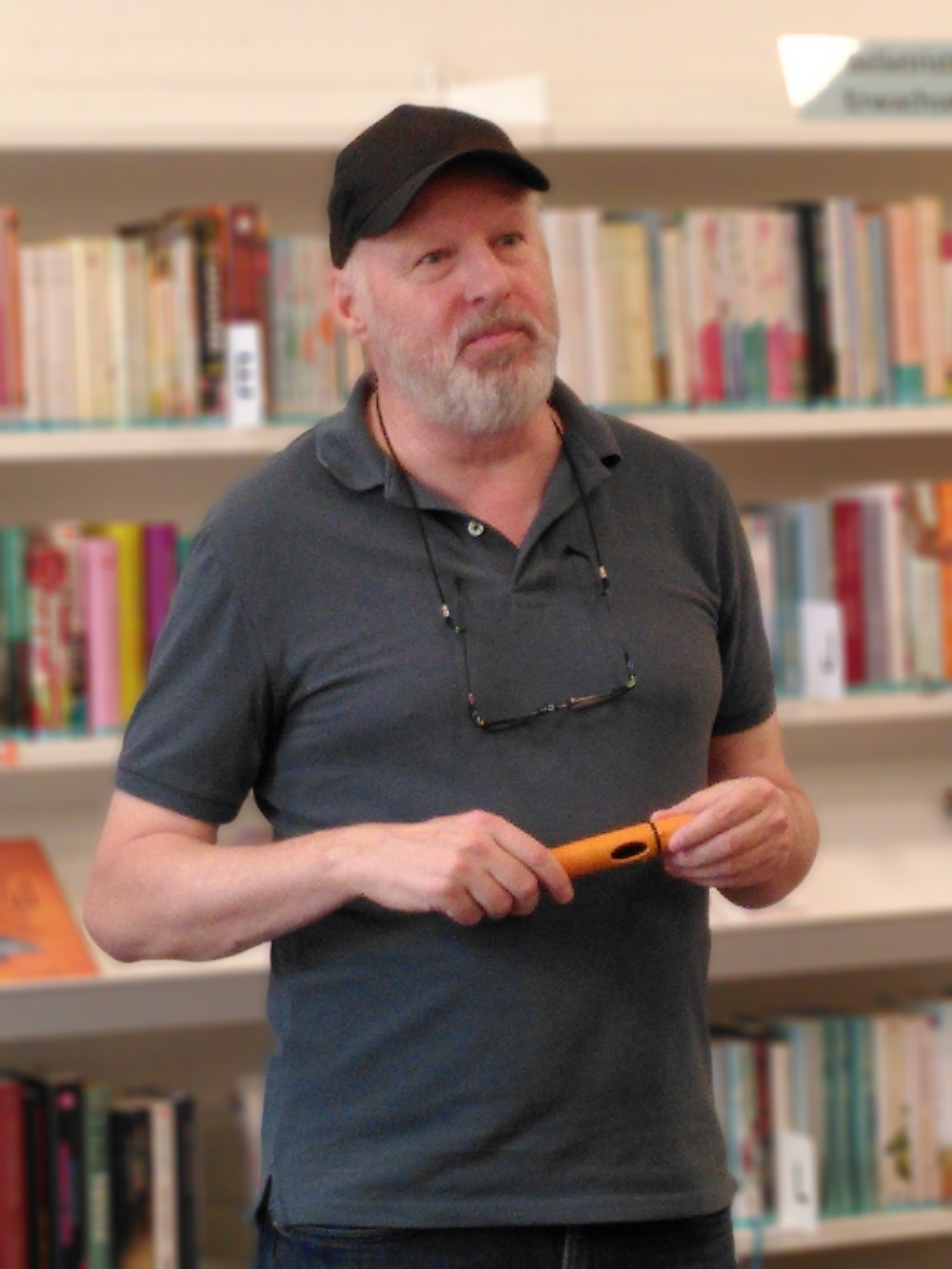
Daniel Frick, einer der letzten Globi Zeichner

Liste der klassischen Globi-Bücher.
| grau hinterlegt: Diese Bücher erschienen auch in einer Hörspielfassung |

| Nr. | Titel                                           | Jahr | Illustrator/en                                                         |
| --- | ----------------------------------------------- | ---- | ---------------------------------------------------------------------- |
| 01  | Globis Weltreise                                | 1935 | Robert Lips                                                            |
| 02  | Globi Junior                                    | 1938 | Robert Lips                                                            |
| 03  | Globi an der Landes-Ausstellung                 | 1939 | Robert Lips                                                            |
| 04  | Globi in der Verbannung                         | 1939 | Robert Lips                                                            |
| 05  | Geschwister Globi                               | 1940 | Robert Lips                                                            |
| 06  | Globi wird Soldat                               | 1940 | Robert Lips                                                            |
| 07  | Globi im Zirkus                                 | 1941 | Robert Lips                                                            |
| 08  | Wie Globi Bauer wurde                           | 1941 | Robert Lips                                                            |
| 09  | Globi im Märchenreich                           | 1942 | Robert Lips                                                            |
| 10  | Globis Siege und Niederlagen                    | 1943 | Robert Lips                                                            |
| 11  | Mit Globi und Käpten Pum um die Welt            | 1944 | Robert Lips                                                            |
| 12  | Globi in Torlikon                               | 1945 | Robert Lips                                                            |
| 13  | Globi erlebt Paris                              | 1946 | Robert Lips                                                            |
| 14  | Globis Abenteuer an der Chilbi                  | 1947 | Robert Lips                                                            |
| 01  | Globi der Kinderfreund                          | 1947 | Robert Lips                                                            |
| 15  | Globi treibt Sport                              | 1948 | Robert Lips                                                            |
| 16  | Globi will ins Schlaraffenland                  | 1949 | Robert Lips                                                            |
| 17  | Freund Globi im Urwald                          | 1950 | Robert Lips                                                            |
| 18  | Globis lustige Einfälle                         | 1951 | Robert Lips                                                            |
| 19  | Globis abenteuerliche Fahrt in andere Welten    | 1952 | Robert Lips                                                            |
| 20  | Globi bei den Indianern                         | 1953 | Robert Lips                                                            |
| 21  | Globi im Reiche der Tiere                       | 1954 | Robert Lips                                                            |
| 22  | Globis neue Erlebnisse                          | 1955 | Robert Lips                                                            |
| 23  | Globis Kampf um die Schatz-Insel                | 1956 | Robert Lips                                                            |
| 24  | Globi und Pinocchio in Venedig                  | 1957 | Robert Lips                                                            |
| 25  | Globis Abenteuer auf dem Meeresgrund            | 1958 | Robert Lips                                                            |
| 26  | Globi im Lande der Spanier                      | 1959 | Robert Lips                                                            |
| 27  | Globis toller Tag                               | 1960 | Robert Lips                                                            |
| 28  | Globi beim Fernsehen                            | 1961 | Robert Lips                                                            |
| 29  | Globis Taten in Amerika                         | 1962 | Robert Lips                                                            |
| 30  | Globi kann alles                                | 1963 | Robert Lips                                                            |
| 31  | Globi, König der Spassmacher                    | 1965 | Robert Lips                                                            |
| 32  | Globi als Detektiv                              | 1965 | Robert Lips                                                            |
| 33  | Globi und Robi und ihr seltsamer Zoo            | 1966 | Robert Lips                                                            |
| 34  | Globis Geheimnis                                | 1967 | Robert Lips                                                            |
| 35  | Globis lustige Streiche im Narrendorf           | 1968 | Robert Lips                                                            |
| 36  | Familie Globis Erlebnisse und Streiche          | 1969 | Robert Lips                                                            |
| 37  | Globis Weltreise                                | 1970 | Robert Lips                                                            |
| 38  | Globi, so ein Lausbub                           | 1971 | Robert Lips                                                            |
| 39  | Aus Globis Fabelwelt                            | 1972 | Robert Lips                                                            |
| 40  | Aus Globis heiterem Leben                       | 1973 | Robert Lips                                                            |
| 41  | Die 100 lustigsten Globi-Streiche               | 1974 | Robert Lips                                                            |
| 42  | Globis Glanz-Idee                               | 1975 | Werner Büchi                                                           |
| 43  | Mit Globi durch dick und dünn                   | 1976 | Robert Lips                                                            |
| 44  | Globi, der kühne Erfinder                       | 1977 | Werner Büchi                                                           |
| 45  | Globis tolle Überraschungen                     | 1978 | Robert Lips                                                            |
| 46  | Mit Globi auf grosser Fahrt                     | 1979 | Robert Lips                                                            |
| 47  | Globi im Wilden Westen                          | 1980 | Peter Heinzer                                                          |
| 48  | Globis Abenteuer im Traumland                   | 1981 | Peter Heinzer                                                          |
| 49  | Globi bei den Höhlenbewohnern                   | 1982 | Peter Heinzer                                                          |
| 50  | Wie Globi Ritter wurde                          | 1983 | Peter Heinzer                                                          |
| 51  | Globis abenteuerliche Schweizerreise            | 1984 | Peter Heinzer                                                          |
| 52  | Globi bei der Feuerwehr                         | 1985 | Peter Heinzer                                                          |
| 53  | Globi der Seefahrer                             | 1986 | Peter Heinzer                                                          |
| 54  | Globi bei den Pfadfindern                       | 1987 | Peter Heinzer                                                          |
| 55  | Globi bei der Rettungsflugwacht                 | 1988 | Peter Heinzer                                                          |
| 56  | Globi und Kasperli                              | 1989 | Peter Heinzer                                                          |
| 57  | Globis Abenteuer im Weltraum                    | 1990 | Peter Heinzer                                                          |
| 58  | Globi und Wilhelm Tell                          | 1991 | Peter Heinzer                                                          |
| 59  | Globis Geburtstag                               | 1992 | Peter Heinzer                                                          |
| 60  | Globi – Streiche aus den ersten Jahren          | 1993 | Robert Lips                                                            |
| 61  | Globi im Nationalpark                           | 1994 | Peter Heinzer                                                          |
| 62  | Globi hilft der Polizei                         | 1994 | Peter Heinzer                                                          |
| 63  | Globi und der Madagaskar-Vogel                  | 1995 | Peter Heinzer                                                          |
| 64  | Globi und Panda reisen um die Welt              | 1996 | Peter Heinzer                                                          |
| 65  | Globi bei der Post                              | 1997 | Heiri Schmid                                                           |
| 66  | Hotel Globi                                     | 1998 | Peter Heinzer                                                          |
| 67  | Globi der Sportreporter                         | 1999 | Heiri Schmid                                                           |
| 68  | Globi wird Filmstar                             | 2000 | Heiri Schmid                                                           |
| 69  | Globi und die Bahn                              | 2001 | Heiri Schmid                                                           |
| 70  | Globis Zoo                                      | 2002 | Heiri Schmid                                                           |
| 71  | Globi für alle Fälle                            | 2003 | Peter Heinzer                                                          |
| 72  | Globi und die Insel der Riesenschmetterlinge    | 2004 | Heiri Schmid                                                           |
| 73  | Globi beim Roten Kreuz                          | 2005 | Heiri Schmid                                                           |
| 74  | Globis Alpenreise                               | 2006 | Heiri Schmid                                                           |
| 75  | Globi bei den Nashörnern                        | 2007 | Heiri Schmid                                                           |
| 76  | Globi und der Polarforscher                     | 2008 | Heiri Schmid                                                           |
| 77  | Globi bei den Kelten                            | 2009 | Heiri Schmid                                                           |
| 78  | Globi am Flughafen                              | 2010 | Heiri Schmid                                                           |
| 79  | Globi in der Schule                             | 2011 | Samuel Glättli                                                         |
| 80  | Globi und die Pirateninsel                      | 2012 | Samuel Glättli                                                         |
| 81  | Globi – die schönsten Geschichten aus 80 Jahren | 2012 | Robert Lips, Werner Büchi, Peter Heinzer, Heiri Schmid, Samuel Glättli |
| 82  | Globis Reise ins Herz der Schweiz               | 2012 | Heiri Schmid                                                           |
| 83  | Globi beim Fernsehen                            | 2013 | Daniel Frick                                                           |
| 84  | Globi, der schlaue Bauer                        | 2014 | Samuel Glättli                                                         |
| 85  | Globi im alten China                            | 2015 | Daniel Frick                                                           |
| 86  | Globi und der Goldraub                          | 2016 | Samuel Glättli                                                         |
| 87  | Globi und die verrückte Maschine                | 2017 | Daniel Frick                                                           |
| 88  | Globi und die Tiere im Zoo                      | 2018 | Samuel Glättli                                                         |
| 89  | Globis Abenteuer in Rom                         | 2019 | Daniel Frick                                                           |
| 90  | Globi im Spital                                 | 2020 | Samuel Glättli                                                         |
| 91  | Globi auf der Alp                               | 2020 | Daniel Frick                                                           |
| 92  | Globi und Roger                                 | 2021 | Daniel Frick                                                           |
| 93  | Globis neue Abenteuer bei der Post              | 2021 | Heiri Schmid                                                           |
| 94  | Globi und die Ozeane                            | 2022 | Samuel Glättli                                                         |
| 95  | Globis lustige Tiergeschichten                  | 2022 | Robert Lips, Peter Heinzer, Heiri Schmid, Samuel Glättli, Daniel Frick |
| 96  | Globi bei den Yaks                              | 2023 | Daniel Frick                                                           |
| 97  | Globis neue Abenteuer im Nationalpark           | 2023 | Samuel Glättli                                                         |
| 98  | Globi im Museum                                 | 2024 | Daniel Frick                                                           |
| 99  | Globi bei der Müllabfuhr                        | 2025 | Daniel Frick                                                           |

Anmerkungen
1. ↑  Ursprünglich erschienen als Globi im Märchenreich
2. ↑  Ursprünglich erschienen als Globi in Torlikon
3. ↑  Ursprünglich erschienen als Globi an der Landesausstellung
4. 1 2 3  Sammelband mit Geschichten aus früheren Büchern
5. 1 2 3  Ursprünglich als Copo erschienen und vom Verlag zu Globi umgestaltet.
6. ↑  Ab zweiter Auflage als Globi und der kleine Drache - Eine Reise ins alte China erschienen

## Globi Luftseilbahn
Die alte Luftseilbahn auf die Engstligenalp trägt eine dezent Globi nachempfundene Bemalung und führt ins Globi-Land mit einigen Holz-Figuren und speziellen Aktivitäten.

## Globi-Express

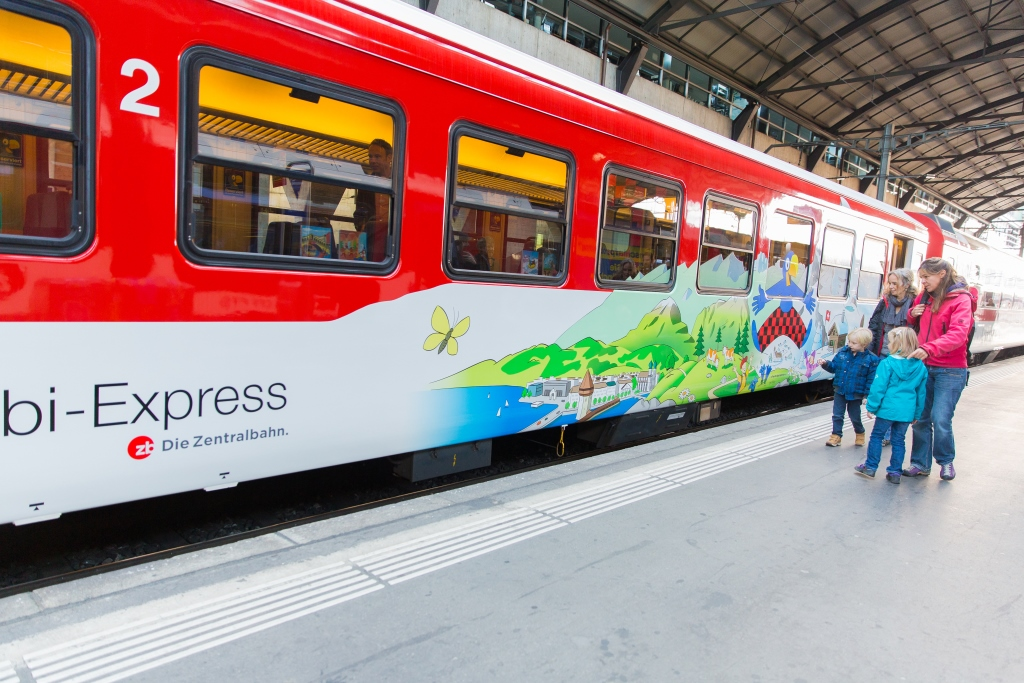
Globi-Express auf der Strecke Luzern – Engelberg im Einsatz

Ein Wagen des «Luzern–Engelberg Express» der Zentralbahn wurde als «Globi-Wagen» eingerichtet.